# Pashai
Pashai ist eine in Afghanistan gesprochene Sprache. Sie gehört zur Gruppe der dardischen Sprachen innerhalb des indoarischen Zweigs der indoiranischen Untergruppe der indogermanischen Sprachfamilie.
Pashai wird in mehreren Tälern nördlich des Kabul-Flusses gesprochen und unterteilt sich in eine Reihe untereinander nicht verständlicher Dialekte. Die Sprecherzahl wird auf etwa 100.000 geschätzt.